# Candidatura de Bacu para os Jogos Olímpicos de Verão de 2016
A candidatura da cidade de Bacu (Baku) a sede dos Jogos Olímpicos e Paraolímpicos de Verão de 2016 foi anunciada oficialmente em 14 de setembro de 2007 pelo Comitê Olímpico Internacional. Outras seis cidades de três continentes se candidataram.
O projeto da cidade previa a realização dos Jogos em julho. Os eventos seriam distribuídos em quatro regiões, todas a menos de 10km da Vila Olímpica. Seriam construídas 23 instalações esportivas e cerca de 80.000 vagas em hotéis. A receita estimada era de 930 milhões de dólares.
A cidade não conseguiu se classificar para a fase final do processo de candidatura, recebendo a pior nota entre as concorrentes (4,3).